# منتخب نيوزيلندا لكرة الماء
منتخب نيوزيلندا الوطني لكرة الماء هو المنتخب الذي يمثل نيوزيلندا في منافسات كرة الماء للرجال، ويقوم إتحاد نيوزيلندا بإدارة شؤونه.